# Ga Dusil
Ga Dusil (tiếng Hàn: 두실역; Hanja: 斗實驛) là ga của Busan Metro tuyến 1 ở Guseo-dong, quận Geumjeong, Busan, Hàn Quốc.

## Liên kết
- (tiếng Hàn) Thông tin từ từ Tổng công ty vận chuyển Busan